# Cayratia gracilis
Cayratia gracilis là một loài thực vật hai lá mầm trong họ Nho. Loài này được (Guill. & Perr.) Suess. miêu tả khoa học đầu tiên năm 1953.